# گوون‌اوجاک (چیلدیر)
گوون‌اوجاک (به ترکی استانبولی: Güvenocak) یک منطقهٔ مسکونی در ترکیه است که در چیلدیر واقع شده‌است.